# CBC自動車学校
有限会社CBC自動車学校（シービーシーじどうしゃがっこう、CBC DRIVING SCHOOL）は、愛知県名古屋市西区にある愛知県公安委員会指定の自動車学校を運営する企業である。

## 取得できる免許
- 普通自動車免許（MT・AT）

## 所在地
- 愛知県名古屋市西区山田町上小田井東古川1337番地

## 交通アクセス
- 名古屋市営地下鉄鶴舞線「庄内緑地公園駅」から徒歩で約1分。

## その他
校名に「CBC」と付いているが、在名各局でCMを放送しており、同地域に存在する中部日本放送（CBCテレビ・CBCラジオ）の関連会社ではない（関連企業に記述がない）。